# Findorf
Findorf (niederdeutsch Findörp) ist ein Ortsteil der Gemeinde Gnarrenburg im niedersächsischen Landkreis Rotenburg (Wümme).

## Geographie

### Geographische Lage
Findorf liegt auf einer Länge von etwa drei Kilometer beidseitig am Oste-Hamme-Kanal. Umschlossen wird Findorf von Kuhstedt im Westen, dem Hauptort Gnarrenburg im Norden sowie im Osten und im Westen von Karlshöfen.

### Gewässer
Durch das Ortsgebiet verläuft der Oste-Hamme-Kanal, ein ehemaliger Torfschifffahrtskanal, welcher in Spreckens in die Oste mündet.

## Geschichte

### Gründungsjahre
Findorf wurde 1781 im Zuge der Moorkolonisierung des Teufelsmoores gegründet. Im Jahr 1789 wird angegeben, dass der Ort zwei Häuser habe, in denen acht Einwohner, darunter vier Kinder lebten.

### Eingemeindungen
Die beiden ehemals selbstständigen Gemeinden Findorf und Kolheim schlossen sich im Zuge der Eingemeindung am 1. April 1929 als Findorf zusammen. Berichtet wird von Menschen mit unterschiedlicher Herkunft, was zu Streitigkeiten und Auseinandersetzungen geführt haben soll. Durch Arbeit und erlittene Not legte sich jedoch die gegenseitige Feindlichkeit.
Am 8. April 1974 wurde Findorf im Zuge der Gebietsreform in die Gemeinde Gnarrenburg eingegliedert.

### Einwohnerentwicklung
| Jahr      | 1830 | 1910 | 1925 | 1933 | 1939 | 2005 | 2011 | 2012 | 2016 |
| --------- | ---- | ---- | ---- | ---- | ---- | ---- | ---- | ---- | ---- |
| Einwohner | 223  | 246  | 223  | 318  | 295  | 359  | 366  | 360  | 342  |

(Quellen: 1830, 1910, 1925–1939, 2005, 2011–2016 laut Versionsgeschichte des Ortes jeweils zum 31. Dezember)

## Politik

### Gemeinderat und Bürgermeister
Auf kommunaler Ebene wird der Ortsteil Findorf vom Gnarrenburger Gemeinderat vertreten.

### Ortsvorsteher
Der Ortsvorsteher von Findorf ist Sven Riemstädt (CDU).

### Wappen
Auf grünem Hintergrund in der Mitte ein Fachwerkhaus, davor ein viergeteilter Schild und oben links und rechts ein dreiblättriges Kleeblatt. 

## Gebäude
- Denkmalgeschütztes Wohn- und Wirtschaftsgebäude Findorfer Straße 4 von 1789 in Fachwerk

## Persönlichkeiten
Personen, die mit dem Ort in Verbindung stehen
- Jürgen Christian Findorff (1720–1792), Moorkolonisator, er hat die Moore zwischen Wümme und Hamme, das Teufelsmoor nordöstlich von Bremen, vermessen, entwässert und durch Kolonisten bevölkert, durch seinen Einsatz für die Kolonisten bekam er den Beinamen „Vater aller Moorbauern“, gründete u. a. das nach ihm benannte Findorf